# Science World (Vancouver)
Science World é um centro de ciências administrado por uma organização sem fins lucrativos chamada ASTC Science World Society em Vancouver, British Columbia, Canadá. Ele está localizado no final do False Creek e apresenta muitas exposições e mostras interativas permanentes, bem como áreas com tópicos variados ao longo dos anos.
Antes de o edifício ser entregue ao Science World pelo governo da cidade em 1987, o edifício foi construído como Centro de Exposições para a feira mundial Expo 86. Após o fim da feira, o edifício foi transformado em um centro de ciências. O centro de ciências foi inaugurado em 6 de maio de 1989, como Science World.  De 2005 a 2020, o museu foi denominado Science World no Telus World of Science, antes de retornar ao seu nome original.

## História
Em 1977, Barbara Brink organizou exposições científicas itinerantes chamadas Extended I na região de Lower Mainland,, na Colúmbia Britânica. Mais tarde, o Arts, Sciences & Technology Centre, um centro temporário de ciências e tecnologia, foi inaugurado no centro de Vancouver em 15 de janeiro de 1982, atraindo mais de 600.000 visitantes. Outros 400.000 participaram dos programas educacionais oferecidos em toda a província.
Quando Vancouver foi escolhida para sediar a exposição mundial Expo 86, que tinha como tema o transporte, o arquiteto Bruno Freschi projetou um domo geodésico inspirado em Buckminster Fuller para servir como o Expo Centre do evento. A construção começou em 1984 e foi concluída no início de 1985. Após o fechamento da exposição em outubro de 1986, iniciou-se uma forte campanha para garantir a preservação do edifício e transformá-lo em um centro de ciências permanente.
Com apoio do governo, o edifício foi adquirido e uma grande campanha de arrecadação de fundos foi lançada. Doações do governo federal, provincial e municipal, do setor privado, de fundações e de indivíduos arrecadaram US$ 19,1 milhões para expandir o Expo Centre, reformar seu interior e criar novas exposições. Em 1988, um evento de pré-abertura de quatro meses atraiu mais de 310.000 visitantes. Um ano depois, foi inaugurado um teatro  com 400 assentos, expandindo o cinema IMAX 3D que havia sido construído para a Expo 86.
Em 1996, o centro assinou seu primeiro acordo de patrocínio com a Alcan Inc., renomeando o cinema Omnimax para Alcan Omnimax Theatre. Mais tarde, a Alcan optou por apoiar o centro de outras formas, e o cinema voltou ao nome original de Omnimax Theatre.
Em 1996, o centro assinou seu primeiro acordo de patrocínio com a Alcan Inc., renomeando o cinema Omnimax para Alcan Omnimax Theatre. Mais tarde, a Alcan optou por apoiar o centro de outras formas, e o cinema voltou ao nome original de Omnimax Theatre.

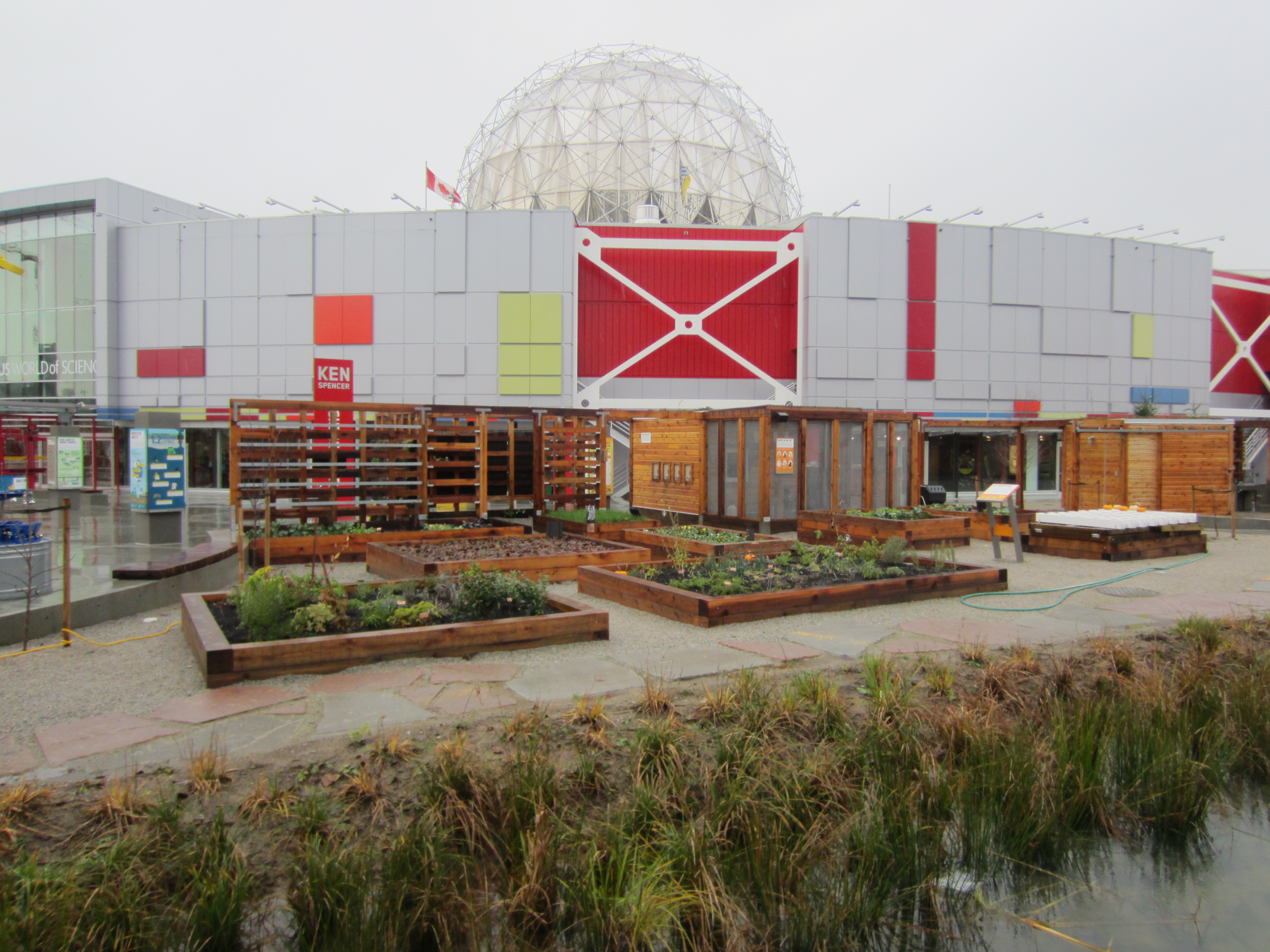
Ken Spencer Science Park logo após sua inauguração em 2012

Em janeiro de 2005, o prédio foi oficialmente renomeado para Telusphere, após um acordo de patrocínio de US$ 9 milhões com a empresa Telus  pelos direitos de nome.No entanto, o nome foi amplamente rejeitado pelo público. No meio do mesmo ano, o nome foi alterado para Science World at Telus World of Science. Essa marca foi usada em outros centros de ciência em Calgary e Edmonton. O acordo de patrocínio terminou em 2020, e o nome do centro voltou a ser apenas Science World.
Durante as Olimpíadas de Inverno de 2010, o Science World sediou o "Sochi World", uma área de hospitalidade que representa a Rússia, sede das Olimpíadas de Inverno de 2014. A atração fechou em meados de janeiro de 2010 para facilitar a transformação e foi reaberta em março.
Após as Olimpíadas, o Science World passou por reformas internas, concluídas em 2012, e o parque adjacente Ken Spencer Science Park foi inaugurado no final do mesmo ano.
Em 29 de julho de 2020, o conselho de governadores da organização anunciou que a deputada liberal da Colúmbia Britânica de Surrey-White Rock, Tracy Redies, renunciaria ao seu assento legislativo e assumiria o cargo de CEO da Science World, a partir de 14 de setembro de 2020. O novo CEO substituiria a CEO interina, Janet Wood. A Dra. Bonnie Henry foi nomeada “Amiga do Science World” em 2021.
Em janeiro de 2022, a Science World firmou uma parceria de longo prazo com a Acuitas Therapeutics, desenvolvedora da tecnologia de nanopartículas lipídicas usada na vacina Pfizer–BioNTech COVID-19. Em setembro de 2022, a Teck Resources anunciou uma doação de US$ 650.000 à Science World para aumentar a conscientização sobre as propriedades antimicrobianas do cobre. A contribuição financiou a adição de camadas de cobre à superfície de várias exibições, maçanetas e bancadas.

## Atividades

### Divulgação

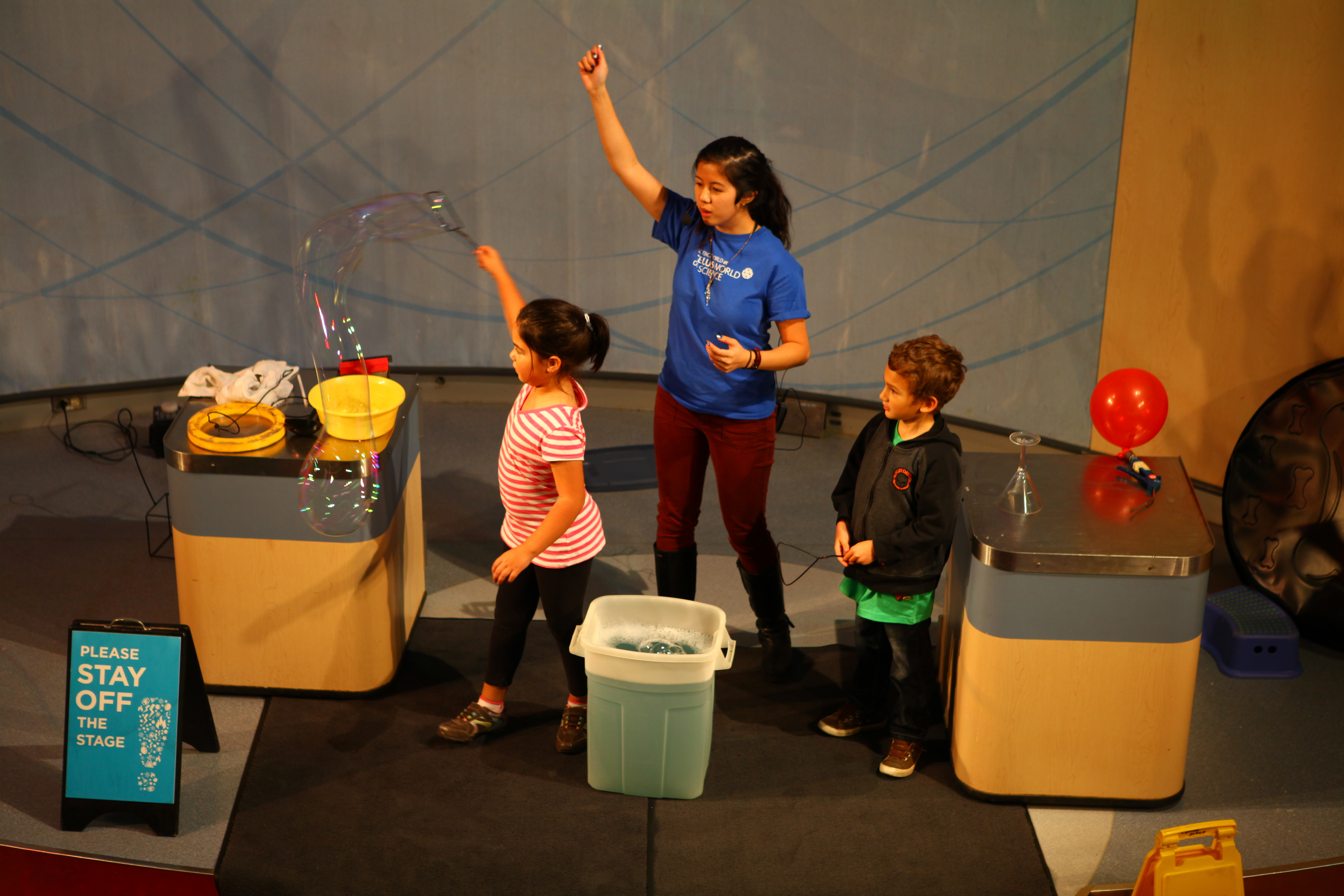
Um membro do museu guia crianças durante uma demonstração.

#### O Science World oferece diversos programas de extensão por toda aColúmbia Britânica
- Scientists and Innovators in the Schools – Um programa de mentoria voluntária para inspirar estudantes no campo da ciência, tecnologia, engenharia e matemática (STEM).[8]
- On the Road – Funcionários viajam por toda a província para realizar oficinas e shows científicos em escolas e comunidades que não possuem centros de ciências locais.[9]
- Super Science Club – Educadores do Science World realizam programas extracurriculares em escolas de baixa renda, incentivando crianças em situação de vulnerabilidade a se interessarem por ciência e tecnologia.[10]

Em julho de 2021, a Science World recebeu uma doação de US$ 50.000 do Governo do Canadá para desenvolver uma série de programação sobre vacinas. Foi concedido por meio de um programa de bolsas chamado "Incentivando a Confiança nas Vacinas no Canadá", administrado conjuntamente pelos Institutos Canadenses de Pesquisa em Saúde (CIHR), pelo Conselho de Pesquisa em Ciências Naturais e Engenharia (NSERC) e pelo Conselho de Pesquisa em Ciências Sociais e Humanas (SSHRC), com o objetivo de aumentar a aceitação das vacinas contra a COVID-19 em todo o Canadá.

## Organização

### Financiamento
O Science World opera com financiamento de doadores da ASTC Science World Society e parceiros de programação. Os apoiantes do ano fiscal de 2021/2022 incluem:
- Acuitas Therapeutics
- Amazon
- Amgen
- BC Children's Hospital
- BC Hydro
- Best Buy Canada
- Big Brothers Big Sisters of Canada
- Boeing
- British Columbia Institute of Technology
- Cinesite
- City of Vancouver
- COWI
- Electronic Arts
- Engineers and Geoscientists British Columbia
- Enterprise Holdings
- First West Credit Union
- Fluor
- Genome British Columbia
- Harbour Air Seaplanes
- Hootsuite
- HSBC Bank Canada
- IA Financial Group
- Innovate BC
- Mainframe Studios
- Mastercard
- Methanex
- Microsoft
- Natural Sciences and Engineering Research Council
- Orbis Investment Management
- Province of British Columbia
- Royal Bank of Canada/RBC Foundation
- SAP
- Scotiabank
- SkyBox Labs
- Stemcell Technologies
- S.U.C.C.E.S.S.
- Teck Resources
- Telus
- TransLink
- Union Gospel Mission
- University of British Columbia School of Biomedical Engineering
- Vancouver Fraser Port Authority
- Vancouver Public Library, Carnegie Branch
- Wawanesa Insurance
- Wells Fargo Bank
- Wheaton Precious Metals
- White Spot
- WildBrain Studios
- WorkSafeBC
- Zymeworks

- 1QBit
- Apple
- Applied Science Technologists and Technicians of British Columbia
- BC Tech Association
- BCCDC Foundation for Public Health
- Bell Canada
- Boston Pizza
- British Columbia Centre for Disease Control
- BroadbandTV Corp
- Call2Recycle
- Coast Capital Savings
- Concert Properties
- D-Wave Systems
- Daily Hive
- Douglas College
- Dyson
- ECO Canada
- Employment and Social Development Canada
- Fairmont Pacific Rim
- Finning International
- General Fusion
- Georgia Straight
- Government of Canada (through its CanCode program)
- Honda Canada Foundation
- IBM
- Impark
- Imperial Oil Foundation
- Intel
- Kwantlen Polytechnic University
- Langara College
- Let's Talk Science
- Marriott
- McKesson Corporation
- Natural Resources Canada
- Nimbus School of Recording and Media
- Parks Canada
- Praxair
- PricewaterhouseCoopers
- Royal Astronomical Society of Canada
- Save-On-Foods
- Simon Fraser University
- Teekay
- TRIUMF
- Trulioo
- Unbounce
- United Way of the Lower Mainland
- United Way Worldwide
- University of British Columbia Faculty of Forestry
- University of Northern British Columbia
- VanCity Savings Credit Union
- Vancouver Community College
- Vancouver Foundation
- Vancouver International Airport
- Vancouver Magazine
- Vancouver School Board
- Western Economic Diversification Canada
- WeWork
- Workday, Inc.
- Z95.3